# Tombe Golini
Les tombes Golini I et II  sont des tombes étrusques situées dans la nécropole dei Settecamini proche de la ville d'Orvieto en Ombrie. 

## Histoire
Le nom des tombes Golini I et Golini II provient du nom de Domenico Golini, un archéologue  qui les a découvertes en 1863.
À l'origine les deux tombes s'appelaient tomba delle due bighe (« Tombe des deux biges »)  (Golini I) et la  tomba dei Velii (« tombe des Velii ») (Golini II).
Elles sont datées de la deuxième moitié du IVe siècle av. J.-C.
Leurs reconstitutions fidèles sont visibles au Musée archéologique national d'Orvieto.

## Description
Les deux tombes sont peintes à fresque : 
- Les scènes de la partie gauche de la Tombe Golini I représentent un banquet funéraire aux Enfers. Plusieurs ancêtres accueillent l'arrivée d'un défunt monté sur un bige en compagnie d'une vanth. Deux divinités, Aita et Phersipnai, président le banquet. La partie droite est la plus remarquable: elle représente des esclaves qui s'activent à la préparation du repas. Le nom de chacun d'entre eux figure près de son visage. À droite un aulète rythme de sa musique le travail d'un homme en train d'écraser un aliment au moyen de deux mortiers.

- Dans la Tombe Golini II, le défunt est représenté sous les traits d'un magistrat entouré de ses licteurs, de musiciens et des appariteurs, se dirigeant vers l'au-delà[1].

## Sources
- (it) Cet article est partiellement ou en totalité issu de l’article de Wikipédia en italien intitulé « Tombe Golini » (voir la liste des auteurs).